# Жозе Гомеш (стадіон)
Стадіон «Ештадіу Жозе Гомеш» (порт. Estádio José Gomes), також відомий як «Ештадіу-да-Реболейра» (порт. Estádio da Reboleira) — футбольний стадіон, що знаходиться в Амадорі, Португалія і є домашньою ареною місцевого футбольного клубу «Ештрела». Має місткість 9288 осіб.